# 酒井哲也
酒井哲也（日语：／ Sakai Tetsuya，1972年12月27日—），日本男性配音員。劇團戲劇性公司所屬。出身於岐阜縣。身高175cm。O型血。

## 人物
此前，他隸屬於81 Produce。擅長方言：岐阜方言、名古屋方言。
興趣：賽馬、格鬥技觀戰、滑雪、健身、看戶外電影和戲劇、遊戲、電腦、收集手錶。

## 演出

### 電視動畫
1995年
- 小紅豆（中學生）

1996年
- 逮捕令（菊地、齊藤、安、客B、警官A 等）
- 爆走兄弟Let's & Go!!（團員B）

1997年
- 爆走兄弟Let's & Go!! WGP（銀狐4）

1998年
- 庫洛魔法使
- 青澀寶貝（男孩子、男學生B）
- 太陽之子 (BS版)
- 槍神Trigun（蠢貨、服務生、男）
- 炸彈人 彈珠人爆外傳（士兵）

1999年
- 快感指令（日语：快感・フレーズ）（高橋、氖的鼓手）
- 星方武俠Outlaw Star（日语：星方武侠アウトロースター）（男）
- 機獸新世紀ZOIDS（衛兵）

2001年
- 刃牙（綠色貝雷帽隊長）

2002年
- 猴王五九（日语：アソボット戦記五九）（傘猴王）

2004年
- 今日大魔王！（同級生）

2005年
- 零秒出手（實況）

2006年
- 玻璃假面 (2005年版)（木島剛）

2007年
- 黑騎士 ～甦醒的太陽～（領隊）
- D.Gray-man（村民）

### 電影動畫
- 劇場版 神奇寶貝：夢幻之神奇寶貝 洛奇亞爆誕（1999年，小磁怪）

### OVA
- 銀河英雄傳說（1996年）
- 爆笑吸血鬼（1996年，士兵A）
- Idol Project（日语：アイドルプロジェクト）（1997年）

### 遊戲
- 熊之噗太郎 天空是粉紅色的！全員集合!!（那樣是行不通的）（日语：クマのプー太郎）（雙胞胎弟弟）
- 超能力大戰2012 ～Psychic Force 2012～（刹那）
- 侍魂新章 ～劍客異聞錄 甦醒的蒼紅之刃～（九鬼刀馬）
- 召喚夜響曲（日语：サモンナイト）（巴諾薩）
- 召喚夜響曲6 消逝的境界（日语：サモンナイト6 失われた境界たち）（巴諾薩[6]）
- 莎木 一章 橫須賀（陳貴章）
- 癟四與大頭蛋

### 外語配音

#### 電視影集
- G-SAVIOUR（守衛1）

### 特攝影集
- 救急戰隊GOGOV（龍戰士災魔獸的聲音）

## 外部連結
- 酒井哲也｜劇團戲劇性公司 （页面存档备份，存于） （日語）
- ，存于 （日語）—酒井哲也的官方個人網站。